# باوديليو خواريجوي
باوديليو خواريجوي (بالإسبانية: Baudilio Jáuregui)‏ مواليد 9 يوليو 1945 في الأوروغواي، هو لاعب كرة قدم أوروغوياني سابق كان يلعب كمدافع. سبق له أن لعب في كأس العالم لكرة القدم مع منتخب بلاده.

## روابط خارجية
- باوديليو خواريجوي على موقع الاتحاد الدولي (مؤرشف)  (الإنجليزية)
- باوديليو خواريجوي على موقع ناشيونال فوتبول تيمز (الإنجليزية)
- باوديليو خواريجوي على موقع Soccerway.com (الإنجليزية)
- باوديليو خواريجوي على موقع عالم كرة القدم.نت (الإنجليزية)